# Честный кандидат
«Честный кандидат» (англ. Irresistible) ― американский фильм 2020 года в жанре политической сатиры режиссёра Джона Стюарта. В главных ролях снялись Стив Карелл, Крис Купер, Маккензи Дэвис, Тофер Грейс, Наташа Лионн и Роуз Бирн. Фильм рассказывает о политтехнологе-демократе, который пытается помочь местному кандидату выиграть выборы мэра в небольшом городке, в котором главенствуют республиканцы.
Изначально фильм должен был выйти в прокат в мае 2020 года, но релиз был отложен из-за пандемии COVID-19 в США, а затем выпущен 26 июня 2020 года в ограниченный прокат и через онлайн-сервисы. Картина получила смешанные отзывы критиков.

## Сюжет
Политтехнологу-демократу Гэри Циммеру, впавшему в отчаяние после поражения Хиллари Клинтон на президентских выборах 2016 года, попадается на глаза вирусное видео, в котором отставной полковник морской пехоты Джек Гастингс выступает с речью в защиту нелегальных иммигрантов в своём родном городе Дирлакене, штат Висконсин. Циммер рассчитывает, что избрание Гастингса мэром от Демократической партии поможет убедить американский народ в провинции проголосовать за президента-демократа на следующих выборах президента. Политтехнолог едет в Висконсин, чтобы убедить полковника баллотироваться. Прибыв в Дирлакен, Гэри сталкивается с огромным культурным разрывом между его домом в Вашингтоне (округ Колумбия) и американской глубинкой.
Вскоре Гэри знакомится с Гастингсом и его дочерью Дианой и излагает ему свою идею. Поначалу Гастингс отказывается, считая себя более консервативным и не проявляя реального интереса к политике, но позже смягчается и соглашается баллотироваться при условии, что Гэри возглавит его избирательный штаб. Гастингс нанимает своих друзей и соседей добровольцами для кампании. Однако вскоре возникают проблемы, такие как ограниченный Wi-Fi, ксенофобия, социальный консерватизм и тот факт, что действующий мэр Браун финансируется Республиканским национальным комитетом. РНК также посылает в Дирлакен заклятого врага Гэри — красотку Фейт Брюстер.
Когда гонка накаляется, Гэри берет Джека в Нью-Йорк, где они пытаются набрать средств для кампании, чтобы соответствовать деньгам и ресурсам Фейт. Джек произносит мощную речь перед возможными спонсорами о том, как он нуждается в их помощи для своего маленького городка, что вдохновляет Гэри. Их пожертвования позволяют Гэри усовершенствовать методы проведения кампаний. Вскоре избирательные опросы показывают, что два кандидата идут ноздря в ноздрю, хотя кампания Гастингса начинает буксовать, когда один из членов команды Гэри рекламирует платформу для контрацепции группе одиноких женщин, которые оказываются монахинями. Когда Гэри начинает третировать своих товарищей по команде, Диана убеждает его извиниться и что, если он собирается вести кампанию её отца, то он должен вести себя мягче.
Когда начинает казаться, что Фейт и Браун победят, Гэри пытается убедить Джека и Диану играть грязно и сделать ставку на обнародование негативных фактов биографии Брауна. Диана в ужасе от этой идеи и тайно обращается к Брауну за советом. Вдвоём они решают тайно раскрыть ещё больший скандал о Брауне, чтобы Гэри пошёл по следу, который по факту оказывается ложным.
В День выборов никто не голосует, что сбивает с толку и Гэри, и Фейт. Быстро становится ясно, что выборы на самом деле были подставой. Диана рассказывает, что она руководила всей этой схемой, снимая видео речи своего отца (которая была тщательно отрепетирована), чтобы демократы и республиканцы вложили тысячи долларов в выборы, а город спокойно выкачивал эти деньги, чтобы справиться со своими финансовыми проблемами из-за недавнего закрытия близлежащей военной базы. Гэри шокирован тем, что Диана использовала его, и Диана затем возражает, объясняя, что у города не было другого выбора, потому что политики в Вашингтоне все время используют маленькие города, подобные Дирлакену, в своих интересах, не делая ничего, чтобы помочь в трудные времена. Когда Гэри показывает, что у него есть чувства к Диане, она отвергает его.
Позже Диана становится мэром Дирлакена после внеочередных выборов.

## В ролях
- Стив Карелл — Гэри Циммер
- Роуз Бирн — Фейт Брюстер
- Крис Купер — Джек Гастингс
- Маккензи Дэвис — Диана Гастингс
- Тофер Грейс — Курт Фарландер
- Наташа Лионн — Тина Де Тессант
- Уилл Сассо — Ник Фарландер
- Си Джей — Уилсон Лоуэлл
- Брент Секстон — мэр Браун
- Алан Айзенберг — Эван
- Дебра Мессинг — Бэбс Гарнетт
- Кристиан Адам — Майкл
- Уилл Маклафлин — капитан Ортис

## Выпуск
Фильм был выпущен в цифровом формате в Соединённых Штатах через Premium VOD, а также в некоторых кинотеатрах 26 июня 2020 года. Первоначально выпуск был запланирован на широкий экран 29 мая 2020 года, но в середине марта из-за ограничений во время пандемии COVID-19 он был отменён.
Фильм заработал, по оценкам, 100 000 долларов в 238 кинотеатрах в свой первый уик-энд.